# Giuseppe Dardanelli
Giuseppe Dardanelli (Mondovì, 5 giugno 1890 – Mondovì, 16 gennaio 1972) è stato un politico e avvocato italiano.

## Biografia
Avvocato, esponente del Partito Liberale Italiano in Piemonte. Candidato al Senato alle elezioni politiche del 1953, non risulta eletto, ma poi subentra a Palazzo Madama dopo il decesso di Stefano Perrier, dal 6 giugno del 1956. Viene poi rieletto al Senato alle elezioni del 1958, rimanendo in carica fino al 1963.